# Ekonomia propodażowa
Uzasadnienie: dubel, opisujący to samo zagadnienie
Ekonomia propodażowa – lata 70. XX stulecia w Stanach Zjednoczonych Ameryki przyniosły ukształtowanie się i rozwój jeszcze innego podejścia do zagadnień polityki ekonomicznej. Była nim tak zwana ekonomia propodażowa przeciwstawiająca się ostro popytowym ujęciom keynesizmu, ale sugerująca pozostawienie jakiegoś miejsca dla aktywnej polityki gospodarczej przy reorientacji jej kierunków. Miały one objąć przede wszystkim stosowanie czynników zwiększających wydajność, oszczędzanie i inwestowanie.
Zwolennicy tej koncepcji nawiązywali do założeń behawiorystycznych, określających sposoby zachowania się ludzi pod wpływam oddziałujących na nich bodźców, a za podstawy polityki ekonomicznej uznawali ograniczone zdolności wytwórcze gospodarki. W odróżnieniu od keynesistów, wskazujących na ograniczenia popytu jako przyczyny depresji i monetarystów akcentujących fatalne skutki nadmiaru pieniądza przedstawiciele ekonomii propodażowej za główne źródła trudności gospodarczych uznawali ograniczenia po stronie podaży (utrudnienia w jej zwiększeniu). Aby zwiększyć podaż trzeba skłaniać przedsiębiorców do wzrostu produkcji i inwestycji – przyczyniają się do tego przede wszystkim zachęty w postaci obniżenia podatków. Należy też troszczyć się o wzrost oszczędności, te bowiem są deponowane w bankach, a przy wzroście stanu depozytów będzie następować obniżka ceny kapitału, zachęcająca przedsiębiorców do inwestowania, tworzenia nowych miejsc pracy i zwiększania produkcji.